# Girls Just Want to Have Fun
Girls Just Want to Have Fun är en sång skriven av Robert Hazard, som spelades in den 1979 med text ur ett manligt perspektiv. Efter en omskrivning av texten till kvinnligt perspektiv blev den 1983 en av Cyndi Laupers första singlar som soloartist, och släpptes från albumet She's So Unusual.
2008 användes en akustisk version i reklamfilmen för AMF Pension, där Anna Maria Espinosa sjöng .
En cover av Miio med Dita lyckades 2004-2005 nå den svenska albumlistan, med sjätteplats som högsta placering.

## Listplaceringar

### Cyndi Lauper
Singeln toppade listorna i över tio länder, och placerade sig bland de 15 bästa i mer än 15 länder. Den toppade i Australien, Brasilien, Kanada, Chile, Irland, Israel, Japan, Nya Zeeland och Norge, och andraplatsen i Storbritannien och USA.
| Lista (1983)                          | Topplaceringar |
| ------------------------------------- | -------------- |
| Australiska singellistan              | 1              |
| Österrikiska singellistan             | 3              |
| Kanadensiska singellistan             | 1              |
| Chilenska singellistan                | 1              |
| Colombianska singellistan             | 3              |
| Cash Box Top 100 Singles              | 1              |
| European Hot 100 Singles              | 1              |
| Västtyska singellistan                | 6              |
| Republiken Irlands singellista        | 1              |
| Israeliska singellistan               | 1              |
| Italienska singellistan               | 4              |
| Japanska singellistan (Oricon)        | 17             |
| Japanska internationella singellistan | 1              |
| Nederländska singellistan             | 3              |
| Nederländska singellistan             | 1              |
| Norska singellistan                   | 1              |
| Sydafrikanska singellistan            | 3              |
| Svenska singellistan                  | 5              |
| Schweiziska singellistan              | 6              |
| Brittiska singellistan                | 2              |
| US Billboard Hot 100                  | 2              |
| US Billboard, årsskifte               | 15             |
| US Hot Dance/Club Play                | 1              |
| US ARC Weekly Top 40                  | 1              |

### Miio med Dita
| Lista (2004-2005)    | Topplaceringar |
| -------------------- | -------------- |
| Svenska singellistan | 6              |